# Chondrilla euastra
Chondrilla euastra är en svampdjursart som beskrevs av de Laubenfels 1949. Chondrilla euastra ingår i släktet Chondrilla och familjen Chondrillidae.
Artens utbredningsområde är havet kring Palau. Inga underarter finns listade i Catalogue of Life.